# Gymnoderma
Gymnoderma — рід лишайників родини Cladoniaceae. Назва вперше опублікована 1793 року.
У 2002 році з роду був виокремлений Gymnoderma lineare до монотипового роду Cetradonia і описаний під сучасною назвою Cetradonia linearis.